# Peggy Does Her Darndest
Peggy Does Her Darndest er en amerikansk stumfilm fra 1919 af George D. Baker.

## Medvirkende
- May Allison som Peggy Ensloe
- Rosemary Theby som Eleanor Ensloe
- Frank Currier som Edward Ensloe
- Augustus Phillips som Larry Doyle
- Robert Ellis som Hugh Wentworth